# 서더크

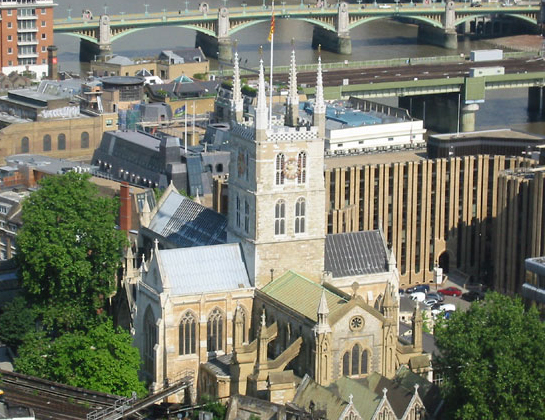
서더크 대성당

서더크(Southwark)는 영국 잉글랜드 센트럴런던의 템스강 남쪽에 위치한 지역이다. 행정구역상으로는 서더크구의 북서쪽 일대를 차지하고 있다. 서더크는 사우스런던에서 가장 오래된 지역으로, 먼 옛날 런던교의 가교가 세워질 때 템스강 건너 남쪽으로 닿는 지역이 지금의 서더크에 해당됐다. 로마 제국 시절이던 서기 43년경 템스강 남북을 잇는 다리가 처음으로 세워졌다.
런던교 북쪽으로는 옛 런던시의 권역에 해당되는 시티오브런던으로 이어진다. 중세 시대에는 런던시와 바로 맞닿는 지역이라는 이유에서 서더크 일대를 도시권역으로 편입하게 되었으며, 당시 '리버티오브더클링크' (Liberty of the Clink)라는 유흥가 구역이 조성되었다. 
12세기에 이르러 자치시 (ancient borough) 지위를 승인받았으며 이에 따라 '버러' (Borough)라는 별칭으로 불리기도 하였다. 한동안 템스강과 면한 지역으로 한정됐던 서더크는 자치시 지위를 부여받으며 서쪽으로 옥소 타워 (현 서더크구의 경계), 동쪽으로 세인트새비어스 강둑까지 확장되었다. 16세기 들어서 런던교 일대 일부 지역을 '브리지위드아웃' (Bridge Without)이라는 이름으로 런던시의 정식 하위 행정구역으로 편입시켰다.
이후 서더크의 시가지가 수백년에 걸쳐 개발을 거듭하면서 그 범위도 확대되었으며 마침내 1900년 시티오브런던으로부터 별개의 행정구역으로 독립하게 되었다. 오늘날 서더크 일대 지역의 주요 명소로는 서더크 대성당, 버러 마켓, 셰익스피어 글로브 극장, 더 샤드, 타워 브리지, 테이트 모던 미술관 등이 있다.